# Arezzo (província)
A província de Arezzo, ou, nas suas formas portuguesas, de Arezo ou de Arécio, é uma província italiana da região da Toscana com cerca de 323 288 habitantes, densidade de 100 hab/km². Está dividida em 39 comunas, sendo a capital Arezzo.
Faz fronteira a norte com a Emília-Romanha (província de Forlì-Cesena), a nordeste com a região das Marcas (Província de Pésaro e Urbino), a este com a Úmbria (província de Perugia), a sudoeste com a província de Siena e a noroeste com a província de Florença.

## Comunas
| Comunas                    | População (censo 30/06/2005) |
| -------------------------- | ---------------------------- |
| Arezzo                     | 95.082                       |
| Montevarchi                | 22.800                       |
| Cortona                    | 22.537                       |
| San Giovanni Valdarno      | 17.103                       |
| Sansepolcro                | 15.858                       |
| Castiglion Fiorentino      | 12.502                       |
| Bibbiena                   | 12.104                       |
| Terranuova Bracciolini     | 11.814                       |
| Bucine                     | 9.760                        |
| Civitella in Val di Chiana | 8.919                        |
| Foiano della Chiana        | 8.795                        |
| Cavriglia                  | 8.764                        |
| Monte San Savino           | 8.456                        |